# Yuki Takita
Yuki Takita (田北 雄気, Takita Yuki) est un footballeur japonais né le 16 mai 1967. Il évoluait au poste de gardien de but.